# ケニー・サターフィールド
ケネス・“ケニー”・サターフィールド（Kenneth "Kenny" Satterfield、1981年4月12日 - ）は、アメリカ合衆国ニューヨーク州ニューヨーク出身のプロバスケットボール選手である。ポジションはガード。

## 来歴
シンシナティ大学から2001年のNBAドラフトでダラス・マーベリックスより全体54位指名を受けるが、トレードによりデンバー・ナゲッツに入団。2002年12月、フィラデルフィア・セブンティシクサーズに移籍。NBAでは2シーズンプレーして平均4.3得点であった。
その後、国外に活躍の場を求め、フランスを皮切りに、ギリシャ、レバノン、メキシコなどプレー。
2010年、IBLでプレー後、埼玉ブロンコスに入団。元NBAプレイヤーの同球団入りはデービッド・ベンワーに次いで2人目だが、ドラフト選手は初。2011年1月にチームをbj参入後新記録の7連勝に導く活躍を見せ、月間MVPを受賞。
2011年3月、震災の影響でブロンコスが活動休止したため、大阪エヴェッサにレンタル移籍をして大阪のシーズン3位に貢献した。2010-11シーズン最多アシスト賞を受賞。シーズン終了後、レンタル元の埼玉ブロンコスに復帰。2011-12シーズンは2シーズン連続で最多アシスト賞を受賞。